# Ибушев, Георгий Мифодиевич
Гео́ргий Мифо́диевич И́бушев (20 сентября 1957, село Владимирово, Мамадышский район, Татарская АССР) — российский певец (тенор). Заслуженный артист Российской Федерации (2019). Народный артист Республики Татарстан (2000).

## Биография
Георгий Мифодиевич Ибушев родился 20 сентября (по паспорту 20 октября) 1957 года, в селе Владимирово Мамадышского района Республики Татарстан. По национальности татарин-кряшен.
В 1978 году поступил в Казанскую государственную консерваторию на подготовительное отделение.
В 1980 году поступил на вокальное отделение Казанской государственной консерватории (класс М. Ф. Кольцова), затем продолжил обучение в классе А. Г. Загидуллиной.
С 1985 по н.в. — работает солистом Филармонического музыкально-литературного лектория Татарской государственной филармонии имени Габдуллы Тукая..
Георгий Ибушев обладатель редкого голоса — тенор-альтино. Благодаря своему необычному тембру, простоте и искренности исполнения, а также умению тонко и чутко уловить особенность каждого произведения Георгий Ибушев полюбился публике.
Репертуар Георгия Ибушева включает в себя оперные арии, романсы и песни зарубежных, русских и татарских композиторов (С. Сайдашева, Н. Жиганова, Р. Яхина, М. Музафарова, Дж. Файзи, Э. Бакирова, Ф. Ахметова, Р. Еникеева, М. Яруллина и т. д.), а также татарские и русские народные песни.
Георгий Ибушев много гастролирует. Он побывал с концертами во многих городах и районах Татарстана и России (Москва, Санкт-Петербург, Челябинск, Екатеринбург, Ижевск, Чебоксары, Уфа и других), странах ближнего и дальнего зарубежья (Казахстан, Турция, США, Корея и других).
Высокий профессионализм, чуткое и трепетное отношение к своему делу ставят Г. Ибушева в один ряд с такими великими татарскими тенорами как: Фахри Насретдинов, Нияз Даутов, Азат Аббасов, Идеал Ишбуляков.
Пишет стихи.
В 2007 году вышла в свет книга стихов «Спасибо тебе, песня!» («Рәхмәт сина, жыр») на татарском языке.

## Звания и награды
- Лауреат регионального конкурса вокалистов им С. Сайдашева (1990)
- Заслуженный артист Республики Татарстан (1991)
- Народный артист Республики Татарстан (2000)
- Заслуженный артист Российской Федерации (13 июня 2019 года) — за большой вклад в развитие отечественной культуры и искусства, многолетнюю плодотворную деятельность[6].